# Tự Long
Vũ Tự Long (sinh ngày 22 tháng 12 năm 1973), thường được biết đến với nghệ danh Tự Long, là một nam diễn viên người Việt Nam. Xuất thân là một nghệ sĩ chèo, ông được biết đến nhiều nhất với vai trò nghệ sĩ hài trong các chương trình truyền hình Gặp nhau cuối tuần, Gặp nhau cuối năm, Chém chuối cuối tuần và Ơn giời cậu đây rồi! trên sóng VTV. Ngoài ra, ông còn là một nghệ sĩ chèo của đoàn chèo Tổng cục Chính trị thuộc Bộ Quốc phòng Việt Nam.
Với những đóng góp lớn trong lĩnh vực nghệ thuật, Tự Long được phong tặng danh hiệu Nghệ sĩ ưu tú vào năm 2012. Ba năm sau, ông được phong tặng danh hiệu Nghệ sĩ Nhân dân. Ông hiện đang là giám đốc của Nhà hát Chèo Quân đội.

## Thân thế và sự nghiệp
Tự Long tên đầy đủ là Vũ Tự Long, sinh ra và lớn lên tại tỉnh Hà Bắc (nay thuộc tỉnh Bắc Ninh). Bố mẹ ông là NSƯT Vũ Tự Lẫm (nghệ danh Hai Lẫm) và NSƯT Nguyễn Thị Phức (nghệ danh Minh Phức), đều công tác tại đoàn Quan họ của tỉnh. Ngay từ thời học sinh, Tự Long đã tham gia phim truyền hình để thu thập kinh nghiệm diễn xuất. Cha mẹ của ông cũng là nghệ sĩ chèo nên phải nay đây mai đó để biểu diễn. Khi chưa đầy 1 tuổi, ông đã phải về ở với bà nội ở Từ Sơn, Bắc Ninh. Năm 15 tuổi, ông về sống với cha mẹ trên thành phố Bắc Ninh.
Ông từng tốt nghiệp Trường Trung cấp Xây dựng Bắc Ninh, khoa Mộc dân dụng và sau đó đi làm thợ mộc. Ông cũng từng làm lơ xe và phụ hồ xách vữa cho các công trình trên thị xã, chạy xe ôm để tăng thu nhập, có tiền nuôi sống bản thân và gửi về cho gia đình. Sau khi dành dụm được chút tiền, ông thi vào Trường Đại học Sân khấu và Điện ảnh Hà Nội và bén duyên với nghề diễn.
Năm 1998, ông tốt nghiệp khoa Chèo, Trường Đại học Sân khấu và Điện ảnh Hà Nội. Sau năm 1999, Tự Long đầu quân về Đoàn chèo Tổng cục Hậu cần, truân chuyên từ những vai cầm cờ chạy hiệu mà đi lên. Ông tự nhận mình là người thích ô tô và lái xe, và sẽ theo nghề tài xế nếu như nghỉ hưu nghề diễn.
Năm 2000, chương trình Gặp nhau cuối tuần lên sóng VTV3. Đây được xem là cái duyên lớn với ông. Cùng với Xuân Bắc, ông nhanh chóng nhận được nhiều sự yêu mến của khán giả. Ông bắt đầu tham gia sân khấu hài với vai diễn Bác sĩ hoa súng trong chương trình Gặp nhau cuối tuần trên sóng VTV3. Ông còn tham gia diễn xuất và nhận vai "Bác Phô" trong chương trình "Thư giãn cuối tuần" và là một trong những trưởng phòng cố định trong Ơn giời cậu đây rồi!.
Ông được nhà nước phong tặng danh hiệu Nghệ sĩ ưu tú vào năm 2012 và có được 10 huy chương trong sự nghiệp của mình. Ngày 15 tháng 9 năm 2014, ông được bổ nhiệm làm Phó Giám đốc Nhà hát Chèo Quân đội. Năm 2015, ông được phong tặng danh hiệu Nghệ sĩ Nhân dân. Đến ngày 30 tháng 7 năm 2020, ông được phong quân hàm Đại tá. Ông tham gia chương trình Anh trai vượt ngàn chông gai vào năm 2024 và lọt vào gia tộc anh tài toàn năng của chương trình.
Ngày 30 tháng 12 năm 2024, ông được bổ nhiệm làm giám đốc Nhà hát Chèo Quân đội.

## Các phim tham gia
Phim truyền hinh
- Nối lại một chân dung
- Nấc thang mới
- Vệ sĩ (2005)
- Đấu trí (2022)

Phim hài tết
- Cả ngố (2010)
- Không hề biết giận (2013)
- Quan trường – Trường quan (2015)

## Đạo diễn

### Chèo
- Trọn đời vì nước non
- Đại đội trưởng của tôi

## Sự xuất hiện khác

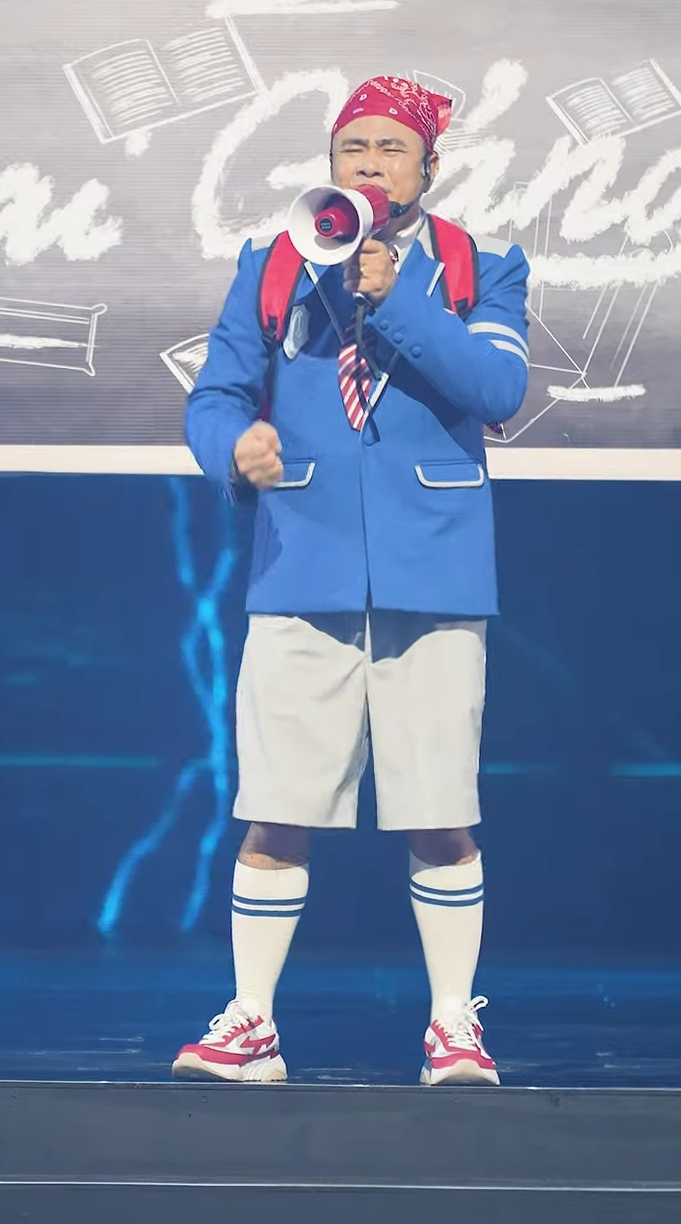
Tự Long trong chương trình Anh trai vượt ngàn chông gai.

### Sân Khấu
- Vở chèo Chu Văn An - Người thầy của muôn đời
- Vở chèo Chuyện người xưa
- Vở chèo Đại tướng Nguyễn Chí Thanh

### Chương trình truyền hình
- Thư giãn cuối tuần - (Đài Truyền hình Việt Nam)
- Gặp nhau cuối tuần - (Đài Truyền hình Việt Nam)
- Bữa trưa vui vẻ - Khách mời - (Đài Truyền hình Việt Nam)
- 12 con giáp - MC (Đài Truyền hình Việt Nam)
- Ai là triệu phú - Người Chơi (Đài Truyền hình Việt Nam)
- Gặp gỡ VTV - (Đài Truyền hình Việt Nam)
- Hãy chọn giá đúng - Khách mời (Đài Truyền hình Việt Nam)
- Gặp nhau cuối năm - (Đài Truyền hình Việt Nam)
- Gương mặt thân quen nhí - Giám khảo (Đài Truyền hình Việt Nam)
- TTV hội tụ - Khách mời (Đài Phát thanh - Truyền hình Thanh Hóa)
- VTV Awards - (Đài Truyền hình Việt Nam)
- Ký ức vui vẻ - Đội trưởng thập niên 80 (Đài Truyền hình Việt Nam)
- Ai trúng số độc đắc? - MC (Đài Phát thanh - Truyền hình Hà Nội)
- Sóng 20 - Khách mời (Đài Truyền hình Thành phố Hồ Chí Minh)
- Ơn giời, cậu đây rồi! - Trưởng phòng (Đài Truyền hình Việt Nam)
- Chúng tôi - chiến sĩ - Khách mời (Đài Truyền hình Việt Nam)
- Quảng trường những giấc mơ (Sinh nhật VTV3 25 năm) (Đài Truyền hình Việt Nam)
- Cơ hội đổi đời - Người chơi - (Đài Truyền hình Thành phố Hồ Chí Minh)
- Cuộc hẹn cuối tuần - Khách mời - (Đài Truyền hình Việt Nam)
- Cà phê sáng với VTV3 - Khách mời - (Đài Truyền hình Việt Nam)
- Bóng đá là số 1 - Khách mời - (Đài Truyền hình Việt Nam)
- Luật siêu dễ - MC (Đài Truyền hình Việt Nam)
- Giờ thứ 9+ - Phụ dẫn (Đài Truyền hình Việt Nam)
- Gala cười - Diễn viên - (Đài Truyền hình Việt Nam)
- Xuân Phát Tài - Diễn viên - (Công ty Cổ phần Nghệ thuật Giải trí Hoa Dương)
- Mái ấm gia đình Việt - Khách mời - (Đài Truyền hình Thành phố Hồ Chí Minh)
- Khách sạn 5 sao - Khách mời - (Đài Truyền hình Việt Nam)
- Anh trai vượt ngàn chông gai - Anh tài (Đài Truyền hình Việt Nam)

### Khách mời bình luận
- Bình luận FIFA World Cup 2014, FIFA World Cup 2022, UEFA Euro 2016, AFF Cup 2020 - (Khách mời bình luận) (Đài Truyền hình Việt Nam)